# Vlag van Esonstad

Vlag van Esonstad

De vlag van Esonstad is de dorpsvlag van het Nederlandse vakantiepark/buurtschap Esonstad, in de Friese gemeente Noardeast-Fryslân. De vlag werd in 2002 geregistreerd.

## Beschrijving
De beschrijving van de vlag is als volgt:
Vijf golvende banen rood en wit, en aan de broekzijde een verticale blauwe baan van 1/3 vlaglengte, belegd met een gele kogge met zeil en wimpel, met een hoogte gelijk aan 3/5 vlaghoogte.
De kleuren zijn afkomstig van het dorpswapen.

## Symboliek
- Golvende witte banen: gebaseerd op de vlag van Oostergo, staan voor de zee.[1]
- Kogge: verwijst naar de legendarische handelsstad Ezonstad.[1]

## Zie ook

Wapen van Esonstad